# All-NBA Development League Team
All-NBA Development League Team – umowna drużyna NBA Development League wybierana corocznie poprzez głosowanie, w celu wyróżnienia najlepszych zawodników ligi. W głosowaniu biorą udział trenerzy wszystkich zespołów ligi. Nie mogą oni jednak głosować na zawodników, z własnych drużyn.
Składy najlepszych zawodników są wybierane od samego początku istnienia ligi, czyli od rozgrywek 2001/02. Od sezonu 2007/08 zaczęto wybierać trzy zespoły najlepszych graczy, wcześniej wybierano bowiem dwa.
Zawodnicy otrzymują pięć punktów w głosowaniu do pierwszego składu, trzy do drugiego i jeden do trzeciego. Pięciu graczy, którzy uzyskali najwyższe noty zostaje zaliczonych do pierwszej drużyny najlepszych graczy ligi, kolejnych pięciu do drugiej itd. W przypadku remisu w punktacji składy są rozszerzane. Do tej pory (2014) remis miał miejsce trzykrotnie w latach 2005–2007, za każdym razem przy wyborze drugiego składu.
W 2005 roku zremisowali, David Young i Derrick Zimmerman; w 2006, Jamar Smith i  Isiah Victor; w 2007, Jeremy Richardson i Jawad Williams.
Omar Cook, Blake Ahearn oraz Will Conroy uzyskali najwięcej nominacji – trzy, przy czym Ahearn dwukrotnie do pierwszego składu.  Dziewiętnastu innych zawodników uzyskało po dwie nominacje (stan na zakończenie rozgrywek 2013/14).

## All–D–League Teams

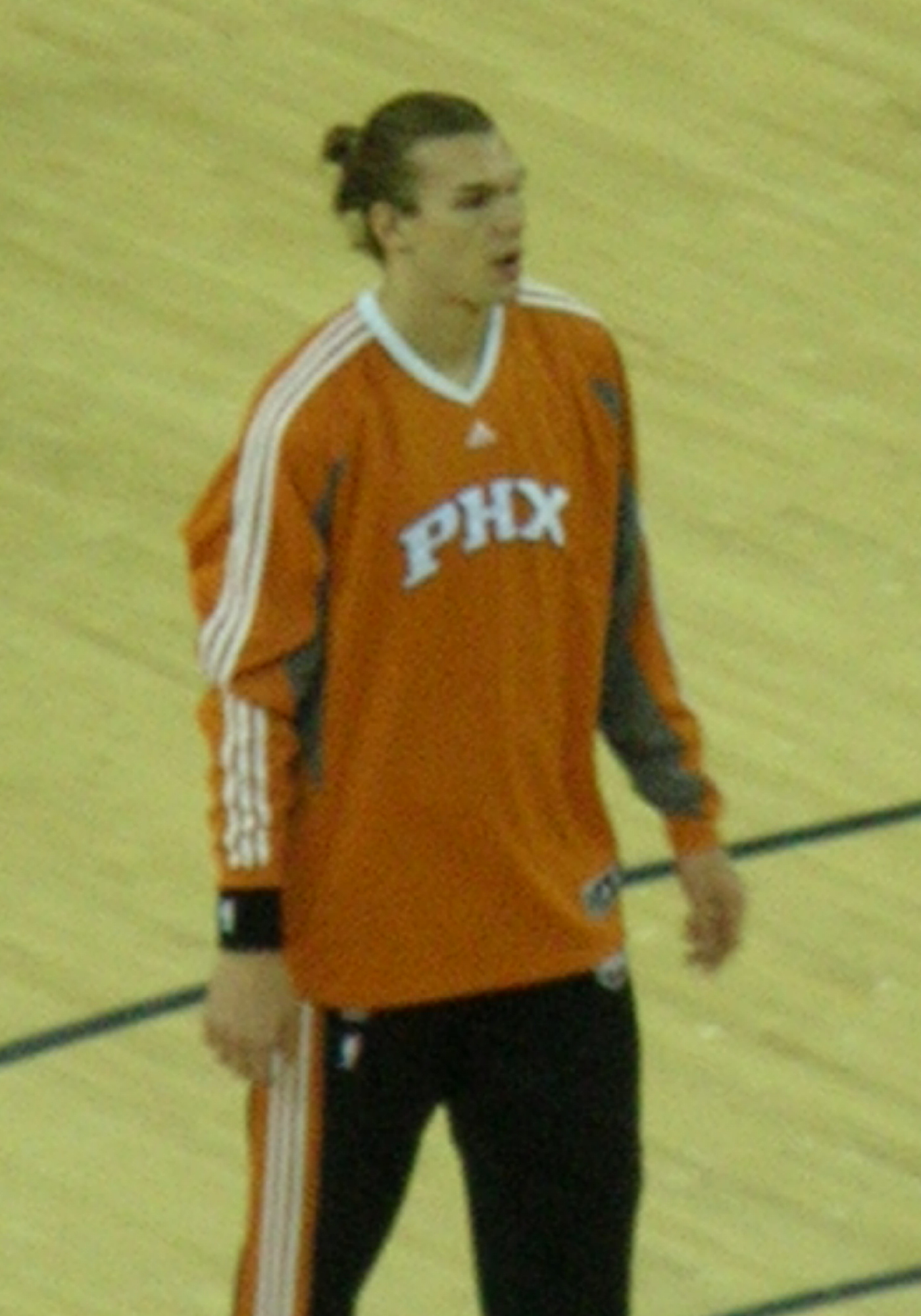
Louis Amundson został zaliczony do All-NBA D-League First Team w sezonie 2006/07.

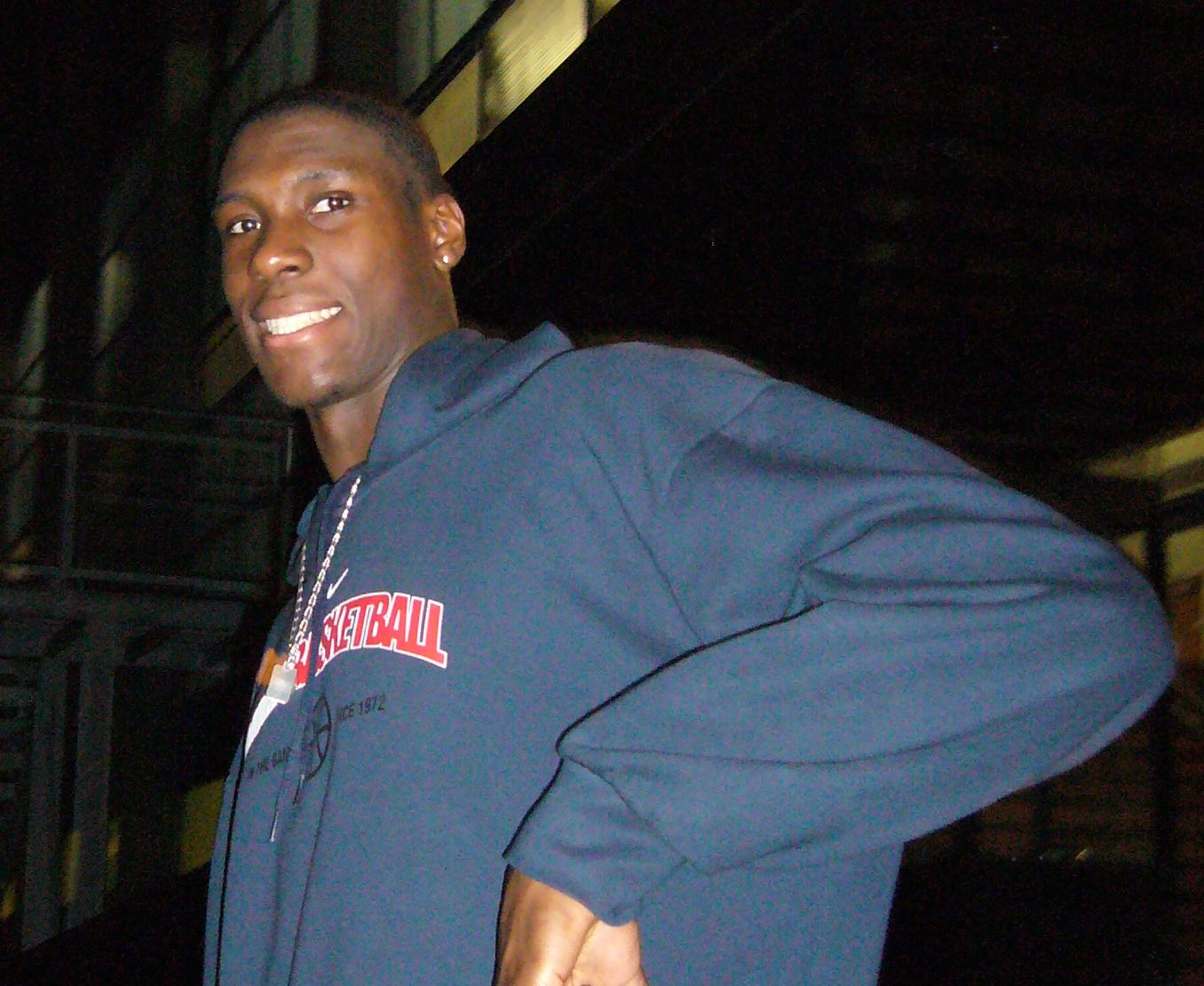
Ian Mahinmi został wybrany do pierwszego składu, jako zawodnik Austin Toros.

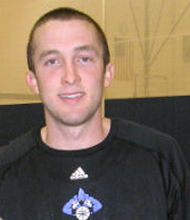
Blake Ahearn był wybierany trzykrotnie do All-NBA D-League Team.

| ^            | Oznacza zawodnika, który zdobył w tym samym sezonie tytuł MVP fazy zasadniczej        |
| Zawodnik (X) | Cyfra w nawiasie oznacza, który raz zawodnik został wybrany do składu all-league team |
| (tie)        | oznacza wynik ex-aequo w głosowaniu                                                   |

| Sezon   | Pierwsza drużyna   | Pierwsza drużyna                   | Druga drużyna           | Druga drużyna              |
| Sezon   | Zawodnik           | Zespół                             | Zawodnik                | Zespół                     |
| ------- | ------------------ | ---------------------------------- | ----------------------- | -------------------------- |
| 2001–02 | Isaac Fontaine     | Mobile Revelers                    | Omar Cook               | Fayetteville Patriots      |
| 2001–02 | Tremaine Fowlkes   | Columbus Riverdragons              | Paul Grant              | Asheville Altitude         |
| 2001–02 | Thomas Hamilton    | Roanoke Dazzle / Greenville Groove | Derek Hood              | Mobile Revelers            |
| 2001–02 | Ansu Sesay^        | Greenville Groove                  | Terrell McIntyre        | Fayetteville Patriots      |
| 2001–02 | Billy Thomas       | Greenville Groove                  | Sedric Webber           | North Charleston Lowgators |
| 2002–03 | Devin Brown^       | Fayetteville Patriots              | Cory Alexander          | Roanoke Dazzle             |
| 2002–03 | Tierre Brown       | North Charleston Lowgators         | Ernest Brown            | Mobile Revelers            |
| 2002–03 | Tang Hamilton      | Columbus Riverdragons              | Derek Hood (2)          | Mobile Revelers            |
| 2002–03 | Mikki Moore        | Roanoke Dazzle                     | Nate Johnson            | Columbus Riverdragons      |
| 2002–03 | Jeff Trepagnier    | Asheville Altitude                 | Sedric Webber (2)       | North Charleston Lowgators |
| 2003–04 | Josh Asselin       | Roanoke Dazzle                     | Omar Cook (2)           | Fayetteville Patriots      |
| 2003–04 | Tierre Brown^ (2)  | Charleston Lowgators               | Britton Johnsen         | Fayetteville Patriots      |
| 2003–04 | Jason Collier      | Fayetteville Patriots              | Philip Ricci            | Huntsville Flight          |
| 2003–04 | Desmond Penigar    | Asheville Altitude                 | Junie Sanders           | Fayetteville Patriots      |
| 2003–04 | Marque Perry       | Roanoke Dazzle                     | Ime Udoka               | Charleston Lowgators       |
| 2004–05 | Cory Alexander (2) | Roanoke Dazzle                     | Damone Brown            | Huntsville Flight          |
| 2004–05 | Matt Carroll^      | Roanoke Dazzle                     | Omar Cook (3)           | Fayetteville Patriots      |
| 2004–05 | Hiram Fuller       | Florida Flame                      | Ron Slay                | Asheville Altitude         |
| 2004–05 | Kirk Haston        | Florida Flame                      | James Thomas            | Roanoke Dazzle             |
| 2004–05 | Isiah Victor       | Roanoke Dazzle                     | David Young (tie)       | Fayetteville Patriots      |
| 2004–05 | Isiah Victor       | Roanoke Dazzle                     | Derrick Zimmerman (tie) | Columbus Riverdragons      |
| 2005–06 | Andre Barrett      | Florida Flame                      | Erik Daniels            | Fayetteville Patriots      |
| 2005–06 | Will Bynum         | Roanoke Dazzle                     | John Lucas III          | Tulsa 66ers                |
| 2005–06 | Marcus Fizer^      | Austin Toros                       | Scott Merritt           | Austin Toros               |
| 2005–06 | Anthony Grundy     | Roanoke Dazzle                     | Luke Schenscher         | Fort Worth Flyers          |
| 2005–06 | Ime Udoka (2)      | Fort Worth Flyers                  | Jamar Smith (tie)       | Austin Toros               |
| 2005–06 | Ime Udoka (2)      | Fort Worth Flyers                  | Isiah Victor (2) (tie)  | Roanoke Dazzle             |
| 2006–07 | Louis Amundson     | Colorado 14ers                     | Will Conroy             | Tulsa 66ers                |
| 2006–07 | Elton Brown        | Colorado 14ers                     | B.J. Elder              | Austin Toros               |
| 2006–07 | Randy Livingston^  | Idaho Stampede                     | Kevinn Pinkney          | Bakersfield Jam            |
| 2006–07 | Renaldo Major      | Dakota Wizards                     | Jared Reiner            | Sioux Falls Skyforce       |
| 2006–07 | Von Wafer          | Colorado 14ers                     | Jeremy Richardson (tie) | Fort Worth Flyers          |
| 2006–07 | Von Wafer          | Colorado 14ers                     | Jawad Williams (tie)    | Anaheim Arsenal            |

| Sezon   | Pierwsza drużyna     | Pierwsza drużyna              | Druga drużyna        | Druga drużyna                           | Trzecia drużyna     | Trzecia drużyna                      |
| Sezon   | Zawodnik             | Zespół                        | Zawodnik             | Zespół                                  | Zawodnik            | Zespół                               |
| ------- | -------------------- | ----------------------------- | -------------------- | --------------------------------------- | ------------------- | ------------------------------------ |
| 2007–08 | Sean Banks           | Los Angeles D-Fenders         | Blake Ahearn         | Dakota Wizards                          | Morris Almond       | Utah Flash                           |
| 2007–08 | Eddie Gill           | Colorado 14ers                | Lance Allred         | Idaho Stampede                          | Jelani McCoy        | Los Angeles D-Fenders                |
| 2007–08 | Randy Livingston (2) | Idaho Stampede                | Andre Barrett (2)    | Bakersfield Jam / Austin Toros          | Carlos Powell       | Dakota Wizards                       |
| 2007–08 | Ian Mahinmi          | Austin Toros                  | Rod Benson           | Dakota Wizards                          | Billy Thomas (2)    | Colorado 14ers                       |
| 2007–08 | Kasib Powell^        | Sioux Falls Skyforce          | Kaniel Dickens       | Colorado 14ers                          | Marcus Williams     | Austin Toros                         |
| 2008–09 | Blake Ahearn (2)     | Austin Toros / Dakota Wizards | Derrick Byars        | Bakersfield Jam                         | Lance Allred (2)    | Idaho Stampede                       |
| 2008–09 | Will Conroy (2)      | Albuquerque Thunderbirds      | Josh Davis           | Colorado 14ers                          | Ronald Dupree       | Tulsa 66ers / Utah Flash             |
| 2008–09 | Erik Daniels (2)     | Erie BayHawks                 | Chris Hunter         | Fort Wayne Mad Ants                     | Eddie Gill (2)      | Colorado 14ers                       |
| 2008–09 | Courtney Sims^       | Iowa Energy                   | Trey Johnson         | Bakersfield Jam                         | Dontell Jefferson   | Utah Flash                           |
| 2008–09 | Marcus Williams (2)  | Austin Toros                  | James White          | Anaheim Arsenal                         | Cartier Martin      | Iowa Energy                          |
| 2009–10 | Mike Harris^         | Rio Grande Valley Vipers      | Brian Butch          | Bakersfield Jam                         | Alade Aminu         | Erie BayHawks / Bakersfield Jam      |
| 2009–10 | Dwayne Jones         | Austin Toros                  | Will Conroy (3)      | Rio Grande Valley Vipers                | Antonio Anderson    | Rio Grande Valley Vipers             |
| 2009–10 | Cartier Martin (2)   | Iowa Energy                   | Alonzo Gee           | Austin Toros                            | Earl Barron         | Iowa Energy                          |
| 2009–10 | Curtis Stinson       | Iowa Energy                   | Rob Kurz             | Fort Wayne Mad Ants                     | Curtis Jerrells     | Austin Toros                         |
| 2009–10 | Reggie Williams      | Sioux Falls Skyforce          | Mustafa Shakur       | Tulsa 66ers                             | Larry Owens         | Tulsa 66ers                          |
| 2010–11 | Joe Alexander        | Texas Legends                 | Jeff Adrien          | Rio Grande Valley Vipers                | Antonio Daniels     | Texas Legends                        |
| 2010–11 | Chris Johnson        | Dakota Wizards                | Marcus Cousin        | Austin Toros / Rio Grande Valley Vipers | Patrick Ewing Jr.   | Sioux Falls Skyforce / Reno Bighorns |
| 2010–11 | Ivan Johnson         | Erie BayHawks                 | Orien Greene         | Utah Flash                              | Jerel McNeal        | Rio Grande Valley Vipers             |
| 2010–11 | Trey Johnson (2)     | Bakersfield Jam               | Othyus Jeffers       | Iowa Energy                             | DeShawn Sims        | Maine Red Claws                      |
| 2010–11 | Curtis Stinson^ (2)  | Iowa Energy                   | Larry Owens (2)      | Tulsa 66ers                             | Sean Williams       | Texas Legends                        |
| 2011–12 | Blake Ahearn (3)     | Reno Bighorns                 | Eric Dawson          | Austin Toros                            | Morris Almond (2)   | Maine Red Claws                      |
| 2011–12 | Justin Dentmon^      | Austin Toros                  | Jeff Foote           | Springfield Armor                       | Brandon Costner     | Los Angeles D-Fenders                |
| 2011–12 | Greg Smith           | Rio Grande Valley Vipers      | Courtney Fortson     | Los Angeles D-Fenders                   | Dennis Horner       | Springfield Armor                    |
| 2011–12 | Malcolm Thomas       | Los Angeles D-Fenders         | Marcus Lewis         | Tulsa 66ers                             | Jerry Smith         | Springfield Armor                    |
| 2011–12 | Edwin Ubiles         | Dakota Wizards                | Elijah Millsap       | Los Angeles D-Fenders                   | Sean Williams (2)   | Texas Legends                        |
| 2012–13 | Brian Butch (2)      | Bakersfield Jam               | Damion James         | Bakersfield Jam                         | Justin Holiday      | Idaho Stampede                       |
| 2012–13 | Andrew Goudelock^    | Rio Grande Valley Vipers      | Cory Joseph          | Austin Toros                            | Jerome Jordan       | Los Angeles D-Fenders                |
| 2012–13 | Jerel McNeal (2)     | Bakersfield Jam               | Kris Joseph          | Springfield Armor                       | D.J. Kennedy        | Rio Grande Valley Vipers             |
| 2012–13 | Tony Mitchell        | Fort Wayne Mad Ants           | Travis Leslie        | Santa Cruz Warriors                     | DaJuan Summers      | Maine Red Claws                      |
| 2012–13 | Demetris Nichols     | Sioux Falls Skyforce          | Tim Ohlbrecht        | Rio Grande Valley Vipers                | Chris Wright        | Maine Red Claws                      |
| 2013–14 | Ron Howard^          | Fort Wayne Mad Ants           | Jorge Gutiérrez      | Canton Charge                           | Seth Curry          | Santa Cruz Warriors                  |
| 2013–14 | Kevin Murphy         | Idaho Stampede                | DeAndre Liggins      | Sioux Falls Skyforce                    | Troy Daniels        | Rio Grande Valley Vipers             |
| 2013–14 | Othyus Jeffers^ (2)  | Iowa Energy                   | James Nunnally       | Texas Legends                           | Tony Mitchell (2)   | Fort Wayne Mad Ants                  |
| 2013–14 | Robert Covington     | Rio Grande Valley Vipers      | Chris Wright (2)     | Maine Red Claws                         | Terrence Williams   | Los Angeles D-Fenders                |
| 2013–14 | Justin Hamilton      | Sioux Falls Skyforce          | Hilton Armstrong     | Santa Cruz Warriors                     | Arinze Onuaku       | Canton Charge                        |
| 2014–15 | Jerrelle Benimon     | Idaho Stampede                | Chris Babb           | Maine Red Claws                         | Jabari Brown        | Los Angeles D-Fenders                |
| 2014–15 | Seth Curry (2)       | Erie BayHawks                 | Bryce Cotton         | Austin Spurs                            | Eric Griffin        | Texas Legends                        |
| 2014–15 | Earl Barron (2)      | Bakersfield Jam               | James McAdoo         | Santa Cruz Warriors                     | Jerel McNeal (3)    | Bakersfield Jam                      |
| 2014–15 | Tim Frazier^         | Maine Red Claws               | Arinze Onuaku (2)    | Canton Charge                           | Adonis Thomas       | Grand Rapids Drive                   |
| 2014–15 | Willie Reed          | Grand Rapids Drive            | Elliot Williams      | Santa Cruz Warriors                     | Damien Wilkins      | Iowa Energy                          |
| 2015–16 | Erick Green          | Reno Bighorns                 | Jimmer Fredette      | Westchester Knicks                      | Sean Kilpatrick     | Delaware 87ers                       |
| 2015–16 | Vander Blue          | Los Angeles D-Fenders         | Will Cummings        | Rio Grande Valley Vipers                | Quinn Cook          | Canton Charge                        |
| 2015–16 | Jarnell Stokes       | Sioux Falls Skyforce          | Coty Clarke          | Maine Red Claws                         | Devin Ebanks        | Grand Rapids Drive                   |
| 2015–16 | Jeff Ayres           | Los Angeles D-Fenders         | Nick Minnerath       | Canton Charge                           | Ryan Gomes          | Los Angeles D-Fenders                |
| 2015–16 | Alex Stepheson       | Iowa Energy                   | DeAndre Liggins (2)  | Sioux Falls Skyforce                    | Jordan Bachynski    | Westchester Knicks                   |
| 2016–17 | Quinn Cook (2)       | Canton Charge                 | Josh Magette         | Los Angeles D-Fenders                   | Marcus Georges-Hunt | Maine Red Claws                      |
| 2016–17 | Vander Blue (2)      | Los Angeles D-Fenders         | Briante Weber        | Sioux Falls Skyforce                    | Axel Toupane        | Raptors 905                          |
| 2016–17 | Keith Benson         | Sioux Falls Skyforce          | Abdel Nader          | Maine Red Claws                         | John Holland        | Canton Charge                        |
| 2016–17 | Dakari Johnson       | Oklahoma City Blue            | Alex Poythress       | Fort Wayne Mad Ants                     | Jalen Jones         | Maine Red Claws                      |
| 2016–17 | Walter Tavares       | Raptors 905                   | Shawn Long           | Delaware 87ers                          | Eric Moreland       | Canton Charge                        |
| 2017–18 | Lorenzo Brown        | Raptors 905                   | Antonio Blakeney     | Windy City Bulls                        | Jaron Blossomgame   | Austin Spurs                         |
| 2017–18 | Thomas Bryant        | South Bay Lakers              | Alex Caruso          | South Bay Lakers                        | Trey Burke          | Westchester Knicks                   |
| 2017–18 | Quinn Cook (3)       | Santa Cruz Warriors           | Amile Jefferson      | Iowa Wolves                             | Luke Kornet         | Westchester Knicks                   |
| 2017–18 | Georges Niang        | Salt Lake City Stars          | Johnathan Motley     | Texas Legends                           | Walter Lemon        | Fort Wayne Mad Ants                  |
| 2017–18 | Jameel Warney        | Texas Legends                 | Christian Wood       | Delaware 87ers                          | Landry Nnoko        | Grand Rapids Drive                   |
| 2018–19 | Chris Boucher        | Raptors 905                   | Isaiah Hartenstein   | Rio Grande Valley Vipers                | P.J. Dozier         | Maine Red Claws                      |
| 2018–19 | Ángel Delgado        | Agua Caliente Clippers        | Walter Lemon (2)     | Windy City Bulls                        | Amile Jefferson (2) | Lakeland Magic                       |
| 2018–19 | Jordan Loyd          | Raptors 905                   | Yante Maten          | Sioux Falls Skyforce                    | Kalin Lucas         | Grand Rapids Drive                   |
| 2018–19 | Jordan McRae         | Capital City Go-Go            | Johnathan Motley (2) | Agua Caliente Clippers                  | Duncan Robinson     | Sioux Falls Skyforce                 |
| 2018–19 | Alan Williams        | Long Island Nets              | Theo Pinson          | Long Island Nets                        | Christian Wood (2)  | Wisconsin Herd                       |
| 2019–20 | Jaylen Adams         | Wisconsin Herd                | Donta Hall           | Grand Rapids Drive                      | Justin Anderson     | Long Island Nets                     |
| 2019–20 | Jarrell Brantley     | Salt Lake City Stars          | B.J. Johnson         | Lakeland Magic                          | Dusty Hannahs       | Memphis Hustle                       |
| 2019–20 | Devontae Cacok       | South Bay Lakers              | Josh Magette (2)     | Lakeland Magic                          | Jemerrio Jones      | Wisconsin Herd                       |
| 2019–20 | Frank Mason III      | Wisconsin Herd                | Johnathan Motley (3) | Agua Caliente Clippers                  | Vic Law             | Lakeland Magic                       |
| 2019–20 | Jarrod Uthoff        | Memphis Hustle                | Tremont Waters       | Maine Red Claws                         | Marial Shayok       | Delaware Blue Coats                  |
| 2020–21 | Moses Brown          | Oklahoma City Blue            | Oshae Brissett       | Fort Wayne Mad Ants                     | Tyler Cook          | Iowa Wolves                          |
| 2020–21 | Mamadi Diakite       | Lakeland Magic                | Henry Ellenson       | Raptors 905                             | Tre Jones           | Austin Spurs                         |
| 2020–21 | Jared Harper         | Westchester Knicks            | Malachi Flynn        | Raptors 905                             | Jordan Poole        | Santa Cruz Warriors                  |
| 2020–21 | Kevin Porter Jr.     | Rio Grande Valley Vipers      | Alize Johnson        | Raptors 905                             | Jarrod Uthoff (2)   | Erie BayHawks                        |
| 2020–21 | Paul Reed            | Delaware Blue Coats           | Brodric Thomas       | Canton Charge                           | Robert Woodard      | Austin Spurs                         |